# 重浸派

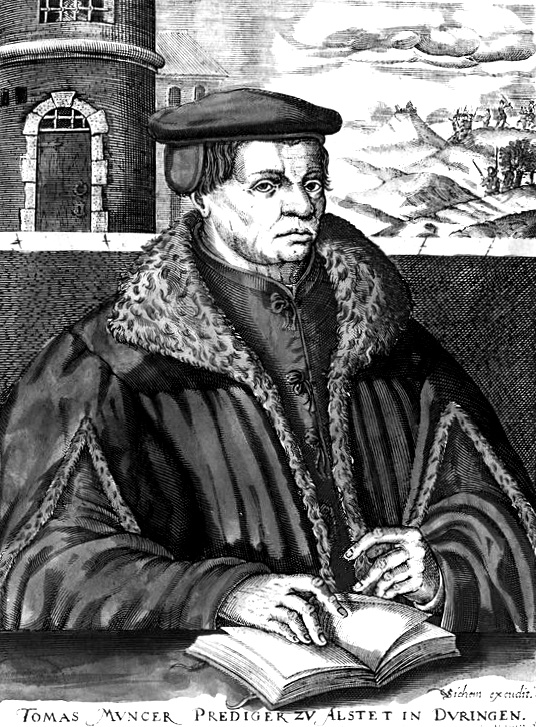
托馬斯·閔采爾是重浸運動的奠基者。

重浸派（来自希腊语：意为“重新”，意为“洗礼”，早期称，或稱重洗派、再洗禮派），是在歐洲的宗教改革運動發生時，從瑞士蘇黎世的宗教改革家烏利希·慈運理所領導的運動中分離而出的教派。從奧古斯丁提倡原罪以後，嬰兒洗禮的觀念對馬丁·路德與約翰·加爾文等許多神學家而言，是必定堅守的。其後在17世紀，聖潔運動亦帶起了重浸運動，帶動了再洗禮派的發展。再洗禮派本身是一個含混的詞，已被用來泛指許多彼此差異的激進派。
重浸派教徒從16世紀開始受到國家教會的嚴重迫害，包括新教和天主教會，這主要是因為他們對《聖經》的解釋與官方的國家教會解釋不一致。重浸派從來不屬於由任何政權，因此從未享有任何特權和保護。大多數重浸派堅持對馬太福音5–7章中登山寶訓的字面解釋，教導反對仇恨、殺戮、暴力、宣誓、參與使用武力或任何軍事行動，以及反對參與政府。重浸派認為自己主要是神國度的公民，而不是地上政府的公民。作為耶穌的忠實追隨者，他們尋求效法他的生活。

## 成立的緣由

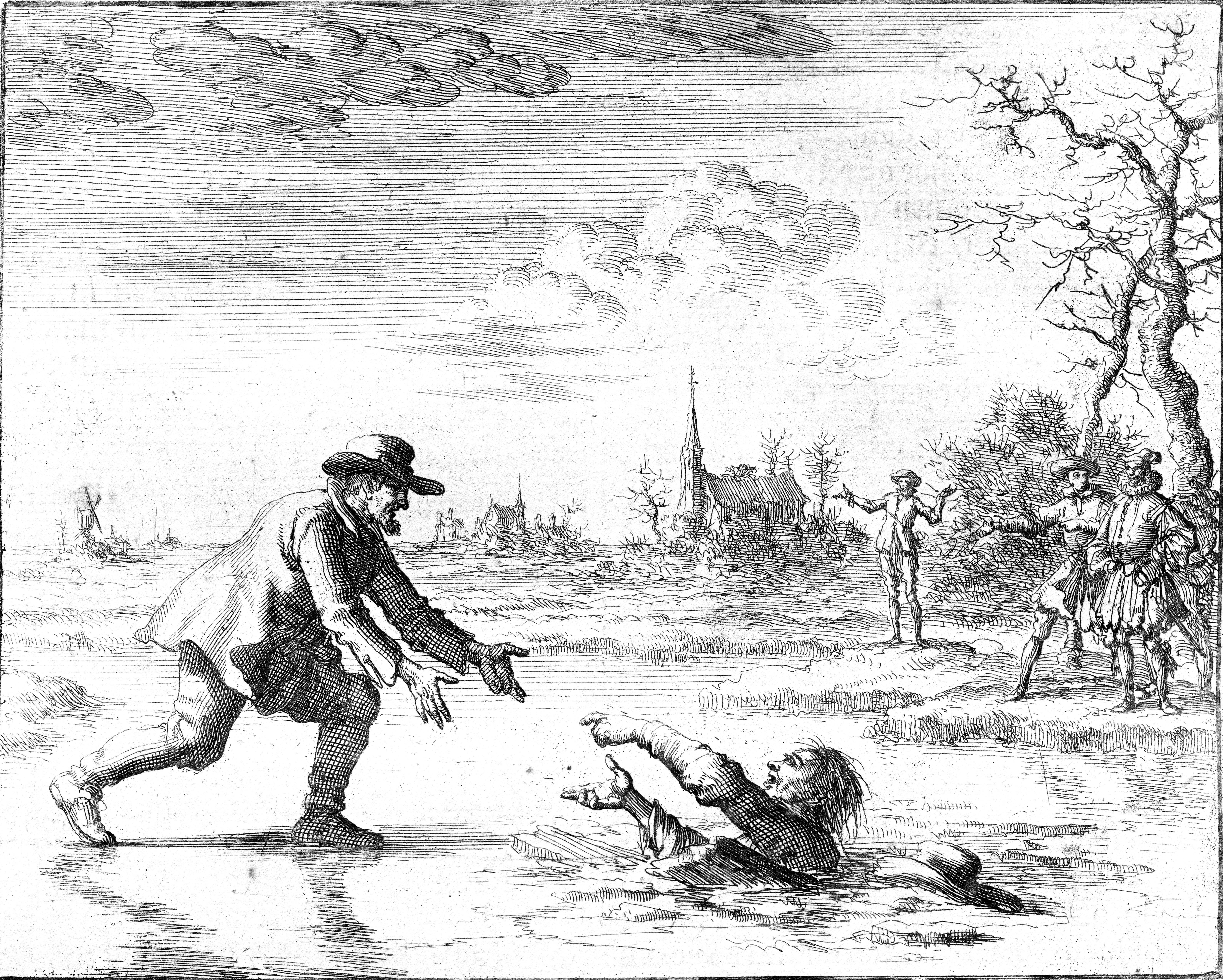
德克威廉斯的綁架者，在掉入冰層之前一直在追捕威廉斯

「重浸派」，這一字的字面意義是「再洗者」的意思。它又被稱為「徹底宗教改革」，會有此稱號，起因是由於這一派的人主張凡物公用、強調和平主義、堅持不抵抗的原則，此外，他們對於外來的權威一概採取普遍懷疑、不信任的態度，拒絕接受承認嬰孩的受浸禮，只認同信徒成年的浸禮，他們又常常被視為「宗教改革運動的左翼」，意思就是他們強調與路德宗、加爾文宗的改教運動內容不同。但也有人認為與宗教改革運動無關，而是起源於另外的運動，現今的阿米希人、胡特爾派及門諾會三個教派被認為直接起源於此運動，而Brethren、Bruderhof及The Apostolic Christian Church則是重洗派後續所發展出來的教派。這些忠於聖經的基督徒卻拒絕接受這個名稱，稱自己為「真正基督徒」，彼此互稱為「弟兄們」，因為他們認為「重浸派」是反對者存惡意給他們冠上的稱號，故意使人以為這是一個新教派。這名稱在後來也使用在一些實行共產主義激烈的顛覆份子身上，叫那些迫害重洗派的反對者更容易博得其他人的同情，以為他們正在鎮壓危險的顛覆國家份子。有關16世紀重浸派的文獻，也一如早期的信徒史料一般，遭受到毀滅的命運，反而是由那些迫害他們的敵人把當時的事記載下來。但在宗教糾紛中寫下來的資料，不免滿紙讒罵攻擊，因此翻查資料的人，就要格外審慎，纔能探索出事實真相。科倫大主教寫給查理士五世有關“重浸派運動”的報告中，指出重浸派自稱為“真正基督徒”，實行凡物公用，“二千多年以來，都是這樣的，有舊史料和國家法律記錄為證。”在斯拜爾舉行的國會會議休會的時候，曾宣稱這“新的宗派為重浸派”，但其實早在好幾百年前天主教帝國時代，這些團體已經存在，並“受法律所禁制”。由此可見，依照新約原則的浸禮，雖經過了十二個世紀之久，卻一直被認為是違法的，犯法者均會被處以死刑。
1524年左右，在日耳曼一些弟兄們，行了一件事，就是仿照其他弟兄們在1467年弟兄們在勞達所施行過的，那就是：他們宣告自己的聚會獨立，並決定遵照聖經內有關教會的教訓去施行。當日在場的信徒，如果還沒有受過浸入水中的水禮，就都再次受浸禮。當初重浸派成立的部分原因，來自一群自稱是「委身於基督」的基督徒所組成的，他們因為認為宗教改教運動的人自己都沒有真正的將聖經的教訓實際應用在生活上，加上他們反對當時社會上普遍流行的「政教合一」的情形。這一群人認為政教合一的結果容易導致全國人民都會自認自己是教會的會員，進而會造成將世俗的世界引入教會，他們堅持在宗教上要有自由，主張政教應該要採取分離的制度。   
重浸派，起源於瑞士，其中一位比較有名的人，是在瑞士的蘇黎世教會中的格列伯，他是慈運理的支持、擁護者，剛開始的前幾年間，他遵照慈運理的教導，在信徒各人的家中查考聖經，就在公元1525年的1月間，當他們在聚會時，其中一位弟兄，布老若克，他請求格列伯為他再重新施浸（其實他以往就曾接受過嬰兒浸禮），而格列伯也同意並確實執行。也就是因為他們這樣「重新」施行浸禮的緣故，所以他們被外界稱為「重浸派」。 
路德及慈運理深深影響重浸派，宗教改革剛開始時，重浸派的理念與路德、慈運理是相同的，他們一致的看見是：承認基督的神性、聖經是神所啟示的話語、基督的再來及教會是信徒聚集之處等等的基本基督教教義。但是，經過一段時間之後，重浸派的這一群人，他們赫然發現原來當時改教的運動並沒有真正帶領教會回覆到「初期教會」的樣式，他們對改教運動感到失望，同時他們也堅決地認定教會必須要回覆到初期使徒時代教會的模式及信仰的內容，所以他們自行改革，在他們的認知下，認為「嬰兒浸禮」及「政教合一」，是造成教會腐敗最嚴重的原因，他們看重的是神的話語、神的教會及命令，強調基督的捨己、愛、聖潔及謙卑等等的屬性，對於福音需要被廣傳，他們心中也有著莫大的負擔，所以他們才自稱自己是委身於基督的人。

## 信念
重浸派的人，他們對內部自行訂定出堪稱是嚴謹的「七份教义问答」，中心思想分別是：
1. 只接受信徒自己親身明白經歷了基督重生工作的人施浸。反對嬰兒受洗。再洗禮派認為人要長大至心智成熟，才能選擇受浸成信徒。
2. 這些經歷重生的人，要藉由「擘餅」的行為來紀念基督的救贖工作，並且這些重生的人要遵照他們口中所宣稱的信仰來過每天的生活。
3. 對於被逐出教會或與教會斷絕交通往來的人，教會不可對他們再有任何另外的迫害行為，因為這已可以算是教會對信徒最嚴厲的懲罰了。
4. 信徒必須要能夠遠離這世俗上的罪惡、遠離肉體方面的情慾及不可因這信仰而有所妥協，也必須遠離其他宗教如羅馬天主教、路德派及其宗教禮儀儀式。
5. 教會內部的同工由該地方教會自行設立，他們要負責透過神的話語來建造信徒。
6. 信徒不可以使用武力參戰、也不可用武力自己護衛自身的安全。
7. 禁止信徒採取法律行動，更加不可以起誓。認為教會與政治之間應該劃分清楚界限;拒絕立下誓言，反對死刑和拒絕服兵役[來源請求]

其他的核心信念和行為包括：
- 教會不應用階級把個人與上帝分開。階級使得人缺乏直接面對上帝的機會，也使得宗教失去了意義[來源請求]。
- 相信《聖經》新約對於基督徒信仰及真正基督徒群體的組織都有清楚的指示[來源請求]。

其教義與馬丁·路德和約翰·加爾文發起的宗教改革出現分歧，加上其主張更得罪當時的政治當權者，故被天主教會和新教視之為異端並加以迫害。其信徒逃到瑞士的山區以及德意志南部。後來，一教友威廉·潘恩（英屬北美宾夕法尼亚州開拓者之一）允諾，將宾夕法尼亚的土地送給再洗禮派。於是其信徒在1720年代從遠洋來到美國追求宗教自由。
再洗禮派主張原來教會的洗禮因為沒有信心和聖靈的降臨，因此信徒需要重新接受洗禮，以重新得到救恩。宣道宗的始創人本來也是再洗禮派的，但後來離開了此外，不少靈恩派的宗派也源自再洗禮派。

## 對重浸派的逼害
天主教會和新教都迫害重浸派，訴諸酷刑和處決，試圖遏制重浸派發展。慈運理領導下的新教教會是第一個迫害重浸派的派別，費利克斯·曼茲（Felix Manz）於1527年成為第一位重浸派殉道者。1527年5月20日或21日，羅馬天主教當局處決了邁克爾·薩特勒（Michael Sattler）。西班牙斐迪南國王宣布溺水（稱為第三次洗禮）是“重浸派的最佳解藥”。英格蘭都鐸王朝，甚至新教君主（英格蘭的愛德華六世和英國的伊麗莎白一世）都迫害重浸派，因為認為他們過於激進，因此對英格蘭的宗教穩定構成威脅。

## 重浸派的改革理想[11]
重浸派因為對當時路德所強調的宗教自由，但同時卻又諷刺般的看見「路德宗」（信義宗）明顯就像是國家教會的現況而感到反感。當時的教會必須向政府求助，造成官方的新教和官方的天主教似乎沒有什麼差別之處。重浸派堅定的急於想要改變現狀，他們明確的目標就是要使教會回歸到初期使徒時代的教會。他們的行為因此在當時被視為「激進份子」。他們也在瑞士、萊茵蘭、和荷蘭這三地開始了佈道聚會。直到十六世紀的中葉，歐洲的德語地區出現了屬於重浸派的三個團體，分別是：蘇黎世的弟兄會、摩拉維亞弟兄會及尼德蘭和德國北部的門諾會。
值得一提的是，透過了重浸派所堅持的政教分離主張，重浸派也成功的成為近代第一批徹底實施「宗教自由」的基督徒，他們既不用倚靠政府，也不會受到政府的逼迫。但是，經過幾個世紀之後，重浸派卻漸漸失去剛開始創立時的許多特點，因為他們執著於想成為一個純正的教會而在無形中變成律法主義，一直等到了十九世紀末，才見他們復興，一直到了二十世紀末，預估他們在全世界的會員超過五十萬人。

## 影响
16世纪欧洲的再洗礼派教徒往往被认为是现代无政府主义的宗教先驱。罗素在《西方哲学史》中说，再洗礼派教徒“批判所有的法律，他们认为所有好人都被圣灵指引……以这个前提他们到达了共产主义……”。
重洗派的教導就是為反對「政教合一」而引起的，他們強調教會會員必須限定是「真正委身於基督」的人，他們反對藉政府之力而加入教會。

## 腳注和參考

### 脚注
1. ↑  Since the middle of the 20th century, the German-speaking world no longer uses the term  (translation: "Re-baptizers"), considering it biased. The term  (translation: "Baptizers") is now used, which is considered more impartial. From the perspective of their persecutors, the "Baptizers" baptized for the second time those "who as infants had already been baptized". The denigrative term Anabaptist, given to them by others, signifies rebaptizing and is considered a polemical term, so it has been dropped from use in modern German. However, in the English-speaking world, it is still used to distinguish the Baptizers more clearly from the Baptists, a Protestant sect that developed later in England. Compare their self-designation as "Brethren in Christ" or "Church of God": Stayer, James M. .  32. Berlin, New York: Walter de Gruyter: 597–617. 2001. ISBN 3-11-016712-3 （德语）. ", ".